# Mylan Engel

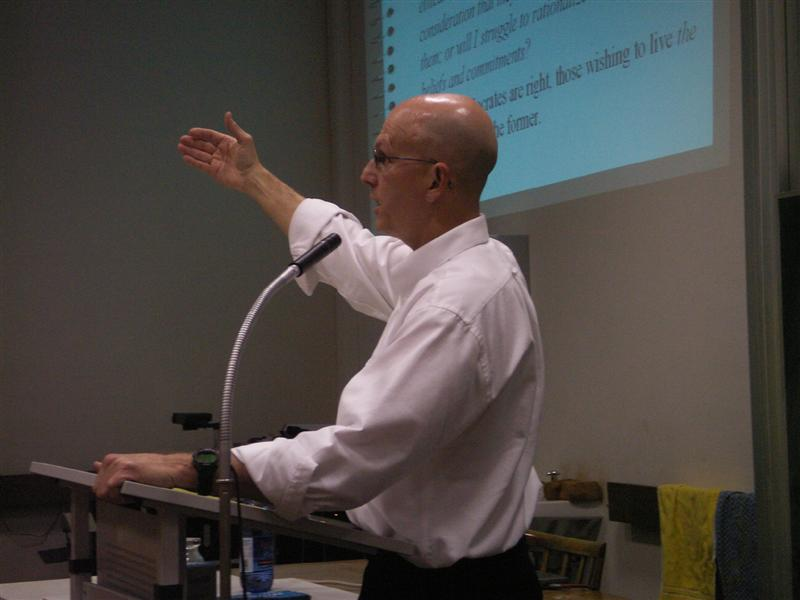
Mylan Engel Jr.

Mylan Engel Jr. (* 1960) ist ein US-amerikanischer Philosophieprofessor an der Northern Illinois University in DeKalb, Illinois.
Er studierte an der Vanderbilt University (B.A. 1981) und an der University of Arizona (M.A. 1985), wo er 1988 zum Doktor der Philosophie promovierte. Anschließend war er von 1988 bis 1999 wissenschaftlicher Assistent (Assistant Professor) an der Northern Illinois University. Es folgten Gastprofessuren an der Leopold-Franzens-Universität Innsbruck in Österreich (1999) und an der Universität Maribor in Slowenien (1999, 2000, 2002). Seit 1999 ist er außerordentlicher Professor (Associate Professor) an der Northern Illinois University.
Zu seinen Schwerpunkten zählen Erkenntnistheorie, Religionsphilosophie, die Philosophie Thomas Reids, Tier- und Umweltethik.
Engel ist moralisch motivierter Vegetarier, d. h., er vertritt die Auffassung, dass der Mensch moralisch dazu verpflichtet ist, auf den Genuss von Fleisch zu verzichten. In einem vielbeachteten Aufsatz mit dem Titel "The Immorality of Eating Meat" (2000) argumentiert er, dass alle Menschen zu derselben Auffassung gelangen würden, würden sie nur die moralischen Überzeugungen, die sie bereits haben, konsequent anwenden. Des Weiteren ist Engel ein religiöser Skeptiker und folgert aus dem Nichtvorhandensein positiver Gründe für den Glauben an einen Gott (oder mehrere Götter), dass der Atheismus die einzig rational einnehmbare Position ist.
Seit September 2002 ist Engel Geschäftsführer der Society for the Study of Ethics and Animals.

## Publikationen (Auswahl)
- "Tierethik, Tierrechte und moralische Integrität". Interdisziplinäre Arbeitsgemeinschaft Tierethik (Hrsg.). Tierrechte - Eine interdisziplinäre Herausforderung. Erlangen 2007. ISBN 978-3-89131-417-3
- "The Immorality of Eating Meat". Louis P. Pojman (Hrsg.). The Moral Life. New York/Oxford 2000.
- "Internalism, the Gettier Problem, and Metaepistemological Skepticism", Grazer Philosophische Studien 60 (2000).
- "The Possibility of Maximal Greatness Examined: A Critique of Plantinga’s Modal Ontological Argument", Acta Analytica 19 (1997).
- "Coarsening Brand on Events, While Proliferating Davidsonian Events", Grazer Philosophische Studien 47 (1994).
- "The Problem of Other Minds: A Reliable Solution", Acta Analytica 11 (1993).
- "Is Epistemic Luck Compatible with Knowledge?", Southern Journal of Philosophy XXX 2 (1992).
- "Personal and Doxastic Justification in Epistemology", Philosophical Studies 67 (1992).
- "Russellizing Russell: A Reply to His 'A Critique of Lehrer's Coherentism'", Philosophical Studies 66 (1992).
- "Inconsistency: The Coherence Theorist's Nemesis", Grazer Philosophische Studien 40 (1991).
- "Coherentism Reliabilized", Acta Analytica (1986).